# Acido tiolattico
L'acido tiolattico, con il nome di Thiopan fu messo in commercio nel 1964; è utilizzato nella zolfoterapia. 

## Caratteristiche strutturali e fisiche
L'acido tiolattico è un liquido oleoso incolore, con odore sgradevole, miscibile con acqua, alcool ed etere. Congela per raffreddamento e fonde a 10 °C.

### Sintesi del composto
Si produce a partire da una soluzione stabile ed iniettabile di tiolattato di sodio e di tritiodilattato di sodio. Quest'ultimo contiene il gruppo S-S-S ed è in grado di liberare, in un mezzo neutro o leggermente alcalino, lo zolfo allo stato colloidale. 

## Farmacocinetica
Il farmaco ha un assorbimento lento con un picco plamatico massimo tra la 4ª e la 6ª ora; il principale metabolita compare nel sangue dopo 12 ore.

## Farmacodinamica
Ha un'azione riducente sui ponti disolfuro della pelle e degli annessi cutanei, e viene per questo usato nella composizione dei preparati usati per la permanente.

## Usi clinici
L'acido tiolattico ha le proprietà terapeutiche e le indicazioni proprie della zolfoterapia in generale: infiammazioni del tratto respiratorio.
È stato proposto come antireumatico ed antiartritico per via orale, intramuscolare o endovenosa, Recentemente è stato proposto il suo uso nei trattamenti desfolianti della pelle (peeling).

## Effetti collaterali
Sono segnalate dermatiti da contatto in soggetti professionalmente esposti alla sostanza, come i parrucchieri.